# Минди Минк
Минди Минк (англ. Mindi Mink, р. 4 декабря 1968 года, Лос-Анджелес, США) — американская порноактриса, эротическая фотомодель и модель эротического видеочата.

## Биография
Родилась 4 декабря 1968 года в Лос-Анджелесе в семье итальянского происхождения. Там же, в Калифорнии, росла и посещала школу, где была чирлидером.
До карьеры в порно работала в сферах строительства, продаж и маркетинга. Начала интересоваться любительской порнографией, и бойфренд убедил её начать выступать в эротическом видеочате.
В 2014 году, посетив выставку AVN Adult Entertainment Expo, ежегодно проходящую Лас-Вегасе (Невада), связалась с командой Girlfriends Films, с которой поддерживала переписку, и заявила, что заинтересована участвовать в съёмках лесбийских сцен и фильмов для компании.
В июне того же года дебютировала в порноиндустрии в возрасте 46 лет. Самые первые работы — Lesbian Triangles 29 и Mother-Daughter Exchange Club 35. Как и многих других актрис, которые дебютировали в отрасли после 40 лет, за телосложение, возраст и атрибуты Минди причисляют к актрисам MILF.
Снимается для студий, специализирующихся на лесбийской тематике, таких как Girlfriends Films, Girlsway, Reality Kings, Zero Tolerance, Little Dragon Pictures, Sweetheart Video, Forbidden Fruits Films, Spizoo, Mile High и Lexington Steele Productions.
В 2016 году получила свою первую номинацию на премию AVN Awards в номинации «лесбийская исполнительница года». В 2018 году, два года спустя, снова была представлена в той же номинации как на AVN Awards, так и на XBIZ Award.
В июле 2018 года стала девушкой месяца порносайта Girlsway.
Снялась более чем в 100 фильмах.

## Награды и номинации
| Год  | Церемония         | Результат | Номинация                                     | Работа |
| ---- | ----------------- | --------- | --------------------------------------------- | ------ |
| 2016 | AVN Awards        | Номинация | Лесбийская исполнительница года               | н/д    |
| 2016 | AVN Awards        | Номинация | Приз зрительских симпатий: самая горячая MILF | н/д    |
| 2018 | AVN Awards        | Номинация | Лесбийская исполнительница года               | н/д    |
| 2018 | AVN Awards        | Номинация | Приз зрительских симпатий: самая горячая MILF | н/д    |
| 2018 | XRCO Award        | Номинация | Лучшая лесбийская исполнительница             | н/д    |
| 2018 | Spank Bank Awards | Номинация | Королева куннилингуса                         | н/д    |
| 2018 | XBIZ Award        | Номинация | Лесбийская исполнительница года               | н/д    |

## Избранная фильмография
Некоторые фильмы:
- Bee Sting[15],
- Creepers Family 7[16],
- Freudian Homework[17],
- Girl Attack 4[18],
- Her Special Day[19],
- Kittens and Cougars 12[20],
- Lesbian Anal 2[21],
- My Lesbian Mentor[22],
- Prison Lesbians 5[23],
- Subliminal Parenting[24]
- Women By Julia Ann 3[25].